# Kiya Buzurg-Ummîd
Pour les articles homonymes, voir Buzurg-Ummid.
 (juin 2017).
Si vous disposez d'ouvrages ou d'articles de référence ou si vous connaissez des sites web de qualité traitant du thème abordé ici, merci de compléter l'article en donnant les références utiles à sa vérifiabilité et en les liant à la section « Notes et références ».
Kiya Buzurg Ummid Rudbari, chef de la secte des Assassins (ismaïliens) d’Alamut, collaborateur et successeur du fondateur de la dynastie Nizarite, Hassan ibn al-Sabbah, il le remplace à sa mort en 1124. Son fils Muhammad lui succède en 1138.